# Xevious
Xevious (яп. ゼビウス Zebiusu) — вертикальный скролл-шутер для аркадных автоматов, выпущенный Namco в 1982 году. Дизайн игры был выполнен Эндо Масанобу. В Северной Америке игра производилась и распространялась Atari. Xevious работал на аппаратной платформе Namco Galaga.
Игра была разработана Масанобу Эндо и небольшой командой. Созданная для того, чтобы соперничать с успешной игрой Scramble, она изначально была посвящена войне во Вьетнаме и в ранних версиях называлась Cheyenne. Эндо хотел, чтобы игра имела подробную, цельную сюжетную линию и обширный мир, а также была гостеприимной для новых игроков. Несколько врагов и персонажей были созданы в знак уважения к другим популярным научно-фантастическим произведениям, включая «Звёздные войны», «НЛО», «Чужой» и «Звёздный крейсер „Галактика“». Изначально игра называлась Zevious, а «X» была добавлена, чтобы придать ей экзотическое и загадочное звучание.
Xevious получила признание критиков, ее хвалили за детализированную графику, захватывающий игровой процесс, сложность и оригинальность. Она стала беспрецедентным успехом для Namco в Японии, с рекордными показателями продаж, которые сравнялись со Space Invaders в первые несколько недель после выхода. Для сравнения, в Северной Америке игра потерпела коммерческий провал: к концу 1983 года было продано 5 295 игровых автоматов. Ретроспективно игра была включена в список величайших видеоигр всех времен и народов и стала одной из самых влиятельных игр в жанре shoot’em up, послужив вдохновением для таких игр, как TwinBee и RayForce. Игра получила несколько сиквелов и спин-оффов, а также несколько портов для домашних консолей. Xevious также включена во многие сборники Namco.

## Игровой процесс
Игрок использует 8-позиционный джойстик, чтобы управлять боевым самолетом, который называется Solvalou, вооружённым стреляющим вперед заппером, которым можно сбивать воздушные цели, и бластером, который стреляет неограниченным запасом бомб воздух-земля по наземным целям. Игра, по-видимому происходит в Перу, что можно понять по смене ландшафта внизу (леса, аэродромы, базы и похожие на линии Наски).
В игре присутствует несколько видов самолётов противника, которые стреляют относительно медленно движущимися снарядами, а также быстро движущиеся снаряды и взрывающиеся черные сферы. Наземные враги включают стационарные базы и движущиеся транспортные средства, большинство из которых также стреляет медленно движущимися снарядами. В некоторых областях появляются гигантские плавающие корабли-матки Andor Genesis; их можно убить, уничтожив их ядро. Они считаются одним из первых боссов уровня, включённых в компьютерную игру.
В игре присутствуют 16 уровней. После 16 уровня игра вновь переходит на уровень 7. Границы между областями отмечаются плотными лесами. Если игрок погибает, игра обычно возобновляется с начала области. Если игрок прошёл как минимум 70 % уровня до того, как умереть, игра начнётся со следующего уровня. Поскольку Solvalou постоянно летит вперёд, можно пройти уровень, не убив ни одного врага.

## Портированные версии
Xevious был портирован на большое количество других систем, в том числе Atari 7800, Atari 8-bit, NEC PC Engine и Nintendo Entertainment System, а также на MSX, ZX Spectrum, Commodore 64, Amstrad CPC, Apple II и Atari ST.

## Отзывы
| Сводный рейтинг | Сводный рейтинг |
| Агрегатор       | Оценка          |
| --------------- | --------------- |
| GameRankings    | 62,57 %         |